# Миссия ООН в Косово
Миссия Организации Объединённых Наций по делам временной администрации в Косово (англ. United Nations Interim Administration Mission in Kosovo, UNMIK, серб. Привремена административна мисија Уједињених нација на Косову, УНМИК, алб. Misioni i Administratës së Përkohshme të Kombeve të Bashkuara në Kosovë, UNMIK) также МООНК или УНМИК — временная гражданская администрация ООН в сербском крае Косово и Метохия, действующая на основе резолюции Совета Безопасности ООН 1244 от 1999 года.
В подчинение UNMIK была передана полицейская группа UN SPECIAL TEAM SIX (ST 6 — шестая команда специального назначения).
С 2006 года продолжается сокращение Миссии и передача полномочий Силам законности, правопорядка и жандармерии ЕС в Косове (EULEX), в рамках которого с декабря 2008 года по июль 2009 проведено кардинальное реформирование Миссии ООН в Косово и существенное сокращение её персонала.

## Структура
Структурно миссия ООН в Косове подразделяется на четыре так называемых компонента, отвечающих за разные области деятельности и подчинённых разным организациям:
| Компонент     | ответственность                         | подчинение             | примечания                                              |
| ------------- | --------------------------------------- | ---------------------- | ------------------------------------------------------- |
| Компонент І   | Законность и правопорядок               | ООН (передаётся EULEX) | до 2000 отвечал за дела беженцев и гуманитарные вопросы |
| Компонент ІІ  | Гражданская администрация               | ООН                    |                                                         |
| Компонент ІІІ | Демократизация и создание институтов    | ОБСЕ                   |                                                         |
| Компонент IV  | Восстановление и экономическое развитие | Европейский союз       |                                                         |

## История
Миссия ООН в Косове начала работу в июне 1999 года по окончании Косовской войны и введению в край наземных сил НАТО. После вывода югославских сил из Косова первоочередными целями международных сил являлись обеспечение безопасности и недопущение возобновления боевых действий, а также создание временной гражданской администрации. Миссия ООН в Косове обеспечила международное присутствие на местах и, обладая законодательными и исполнительными полномочиями, фактически обеспечивала управление краем. В задачи миссии входило установление самоуправления в Косове, возвращение беженцев, восстановление инфраструктуры и содействие политическому процессу по определению статуса Косова. Высшим международным должностным лицом являлся специальный представитель генерального секретаря по Косову.
После одностороннего провозглашения независимости Косова в 2008 задачи УНМИК были существенным образом скорректированы. Также возникли дублирующие друг друга по функциям так называемые параллельные институты МООНК и частично признанной Республики Косово. Приштинские власти вскоре обрели фактический контроль над большей частью территории и взяли на себя властные функции. В том числе под их управление была передана косовская полиция, созданная УНМИК, международная же миссия по обеспечению законности и правопорядка передаётся в подчинение Европейского союза.